# Microterys aristotelea
Microterys aristotelea är en stekelart som först beskrevs av Girault 1915.  Microterys aristotelea ingår i släktet Microterys och familjen sköldlussteklar. Inga underarter finns listade i Catalogue of Life.